# Wolseley Fourteen
La Fourteen è un'autovettura di classe media prodotta dalla Wolseley dal 1923 al 1926, dal 1935 al 1939 e dal 1946 al 1948. Dal 1937 al 1939 è stato commercializzato un modello simile, la 14/56. 

## La 14 hp (1923-1926)
Il primo modello con questo nome, la 14 hp, derivava dalla 15/40. La 14 hp possedeva un motore in linea a quattro cilindri raffreddato ad acqua e con valvole laterali, da 2.614 cm³ di cilindrata. Il propulsore citato aveva però delle differenze rispetto a quello della 15/40. Quest'ultimo infatti era a valvole in testa.
La 14 hp era offerta con un solo tipo di carrozzeria, berlina quattro porte.
Nel 1926 questo modello è stato sostituito dalla 16/35.

## La prima Fourteen (1935-1937)
La seconda Fourteen comparve nel 1935. Il motore del modello era un sei cilindri in linea da 1.604 cm³ di cilindrata. Rispetto alla 14 hp, la Fourteen aveva però le valvole montate in testa.
Anche questa Fourteen è stata offerta con un solo tipo di carrozzeria, berlina quattro porte. Nel 1937 il modello è stato sostituito dalla 14/56

## La seconda Fourteen e la 14/56 hp (1937-1948)
Nel 1937 fu lanciata la 14/56, a cui fu affiancata, nel 1938, la nuova serie della Fourteen. Entrambi i modelli possedevano un motore in linea a sei cilindri da 1.818 cm³ di cilindrata. Questo propulsore era a valvole in testa.
Entrambi i modello erano offerti con un solo tipo di carrozzeria, berlina quattro porte.
La produzione ebbe un'interruzione dal 1940 al 1945 a causa della seconda guerra mondiale. L'assemblaggio riprese nel 1946 solo con la Fourteen, per poi interrompersi definitivamente nel 1948.